# Iglesia de la Natividad de Nuestra Señora (Nizhni Nóvgorod)
La Iglesia de la Natividad de Nuestra Señora (del ruso: Церковь Собора Пресвятой Богородицы), más conocida smplemente como la Natividad o Stróganov, es una iglesia ortodoxa rusa, situada en la calle Rozhdestvenskaya en Nizni Nóvgorod. Fue construida en 1696-1719, subvencionada por el comerciante Grigori Stróganov. Es uno de los mejores ejemplos del estilo Stroganov. Tiene el estatus de "Monumento de arquitectónico de importancia Federal".

## Historia

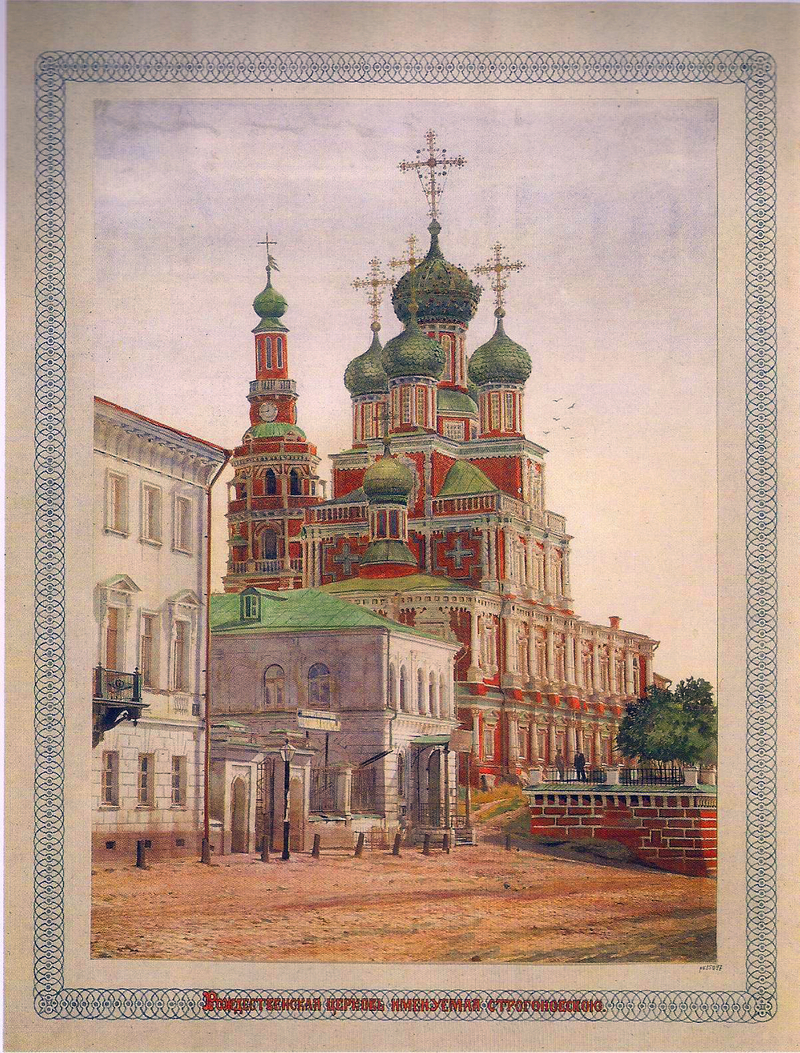
Stroganov Iglesia en la foto pintada de Karelin y Shishkin

La construcción de la iglesia comenzó en 1696. La construcción estaba casi terminada en 1701, pero un incendio la destruyó, siendo restaurada por la esposa del comerciante Grigori Stróganov - María Yákovlevna, y consagrada en 1719 por el arzobispo Pitirim de Nizni Nóvgorod y Alátyr (1719-1738).
En 1722, la iglesia fue cerrada por Pedro I hasta su muerte (1725), sufriendo a continuación muchos incendios (en 1768, 1782, 1788). Entre 1807 y 1812 Alexander Stroganov llevó a cabo grandes reparaciones. En 1820-1823, Agustín de Betancourt construyó una pared de ladrillo debajo de la iglesia. El campanario estaba conectado al porche por un pasadizo cubierto. En las décadas de 1870 y 1880, la iglesia fue completamente restaurada con proyectos de Lev Dahl y Robert Kilevain.
En la década de 1860 el campanario empezó a inclinarse, y en 20 años se havia desviado  1,2 metros; en 1887, la parte superior fue desmantelada y reconstruida de Nuevo.
En la era soviética, se tomó la decisión de destruir la iglesia, pero el rector de la iglesia Sergio Veysov (1915-1934) recogió documentos históricos y fotografías, leyó varias conferencias sobre el significado cultural del Barroco Stroganov y preservó este templo, convirtiendo la iglesia en un museo de la religión y el ateísmo, nombrando director interino del Museo a Sergey Veysov, con el hieromonje Spiridon convertido en vigilante.
La iglesia fue nuevamente consagrada el 3 de julio de 1993. El 24 de julio de 2008, el primer ministro Vladímir Putin entregó el icono de la Resurrección de Jesús a la diócesis de Nizni Nóvgorod. El icono fue robado de la iglesia el 22 de octubre de 2004. En 2007, el icono fue comprado por un coleccionista en Estonia y traído a Rusia. Pero cuando encontró el icono en el catálogo de cosas robadas, decidió devolverlo a la Iglesia ortodoxa rusa.

## Arquitectura
La iglesia es de dos niveles: en la parte superior hay un altar de tres ábsides, un salón de oración, un refectorio y un porche.Tiene cinco cúpulas, que se establecen en relación con los lados del mundo. Inicialmente, los domos eran verdes. Tal como están representados en la pintura de Iván Shishkin y Andrei Karelin. Pero a finales del siglo XIX fueron pintados como las cúpulas de la catedral de San Basilio en Moscú. La iglesia está decorada, tanto fuera como en el interior, con tallas de piedra blanca.
El campanario es un octágono en cubo. La cúpula está coronada con una cruz con una veleta. Este detalle es característico del período marinero. Hay un reloj en el campanario. En las losas de piedra hay letras eslavas que dividen el círculo en 17 partes, de acuerdo con el antiguo cálculo ruso del tiempo. El antiguo mecanismo de relojería fue reparado por el mecánico ruso Iván Kulibin, instalándose un nuevo mecanismo, pero se desconoce el paradero del mecanismo anterior.

## Galería

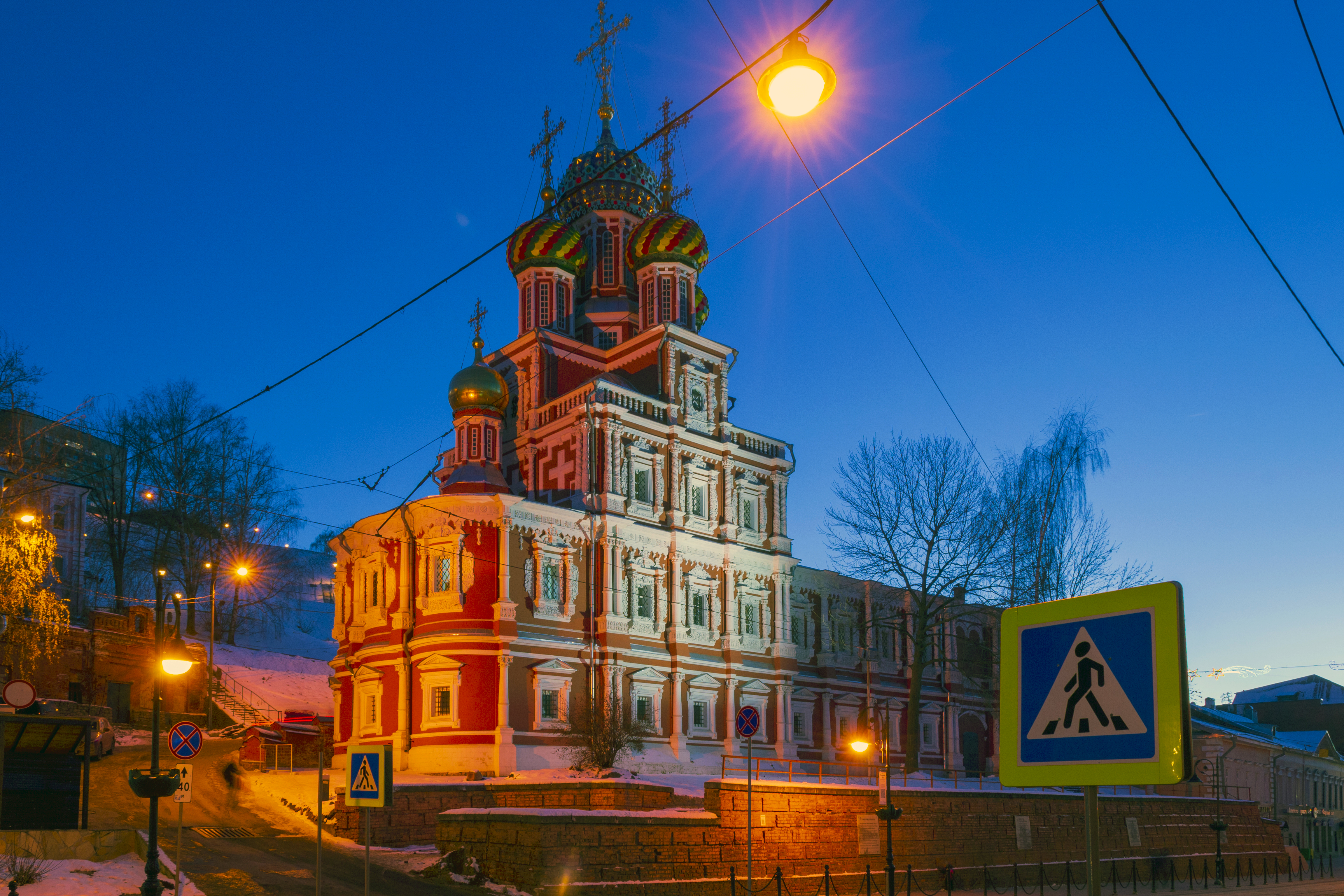
Vista de la calle Rozhdestvenskaya
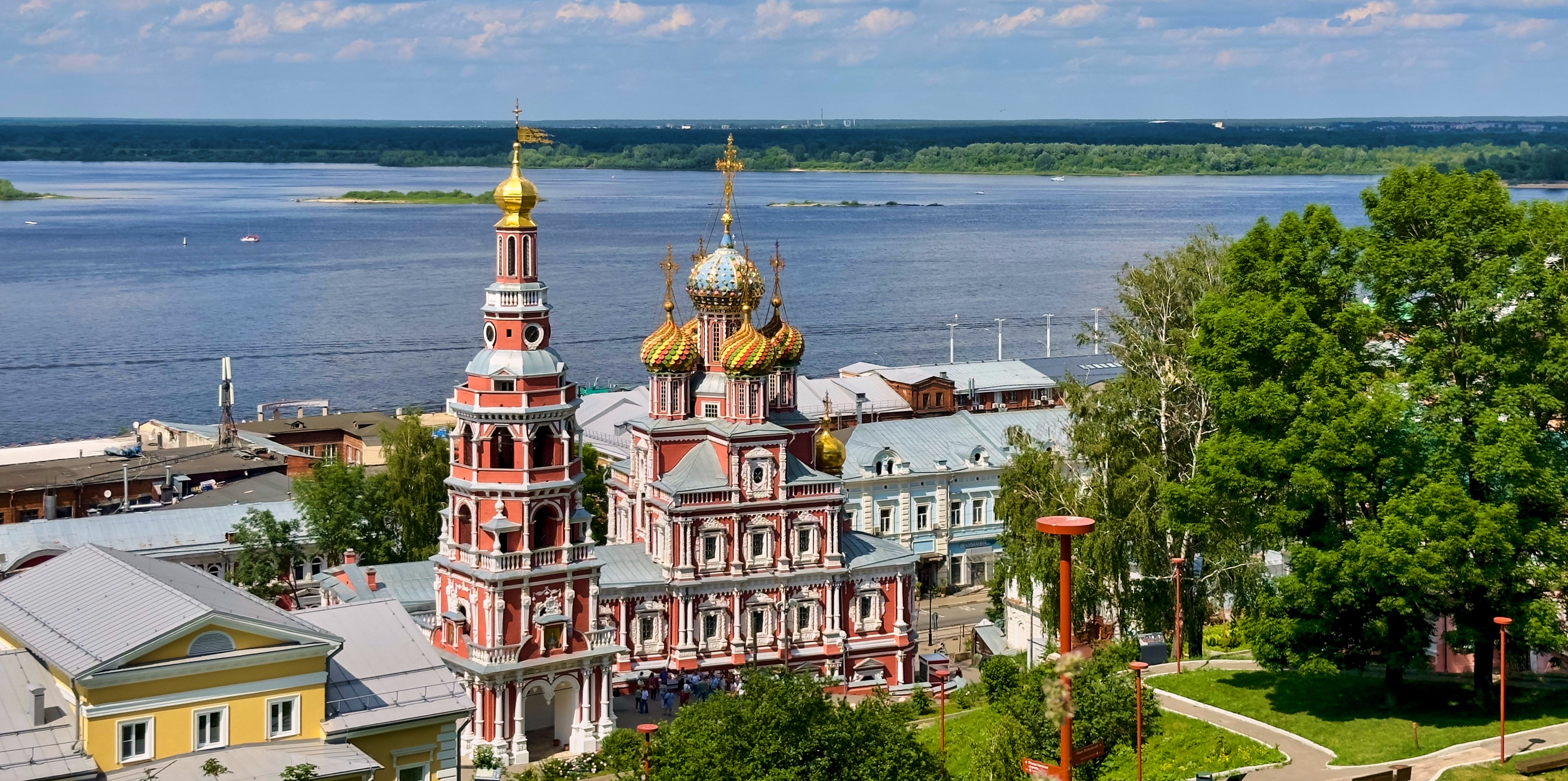
Vista del lado de la pendiente
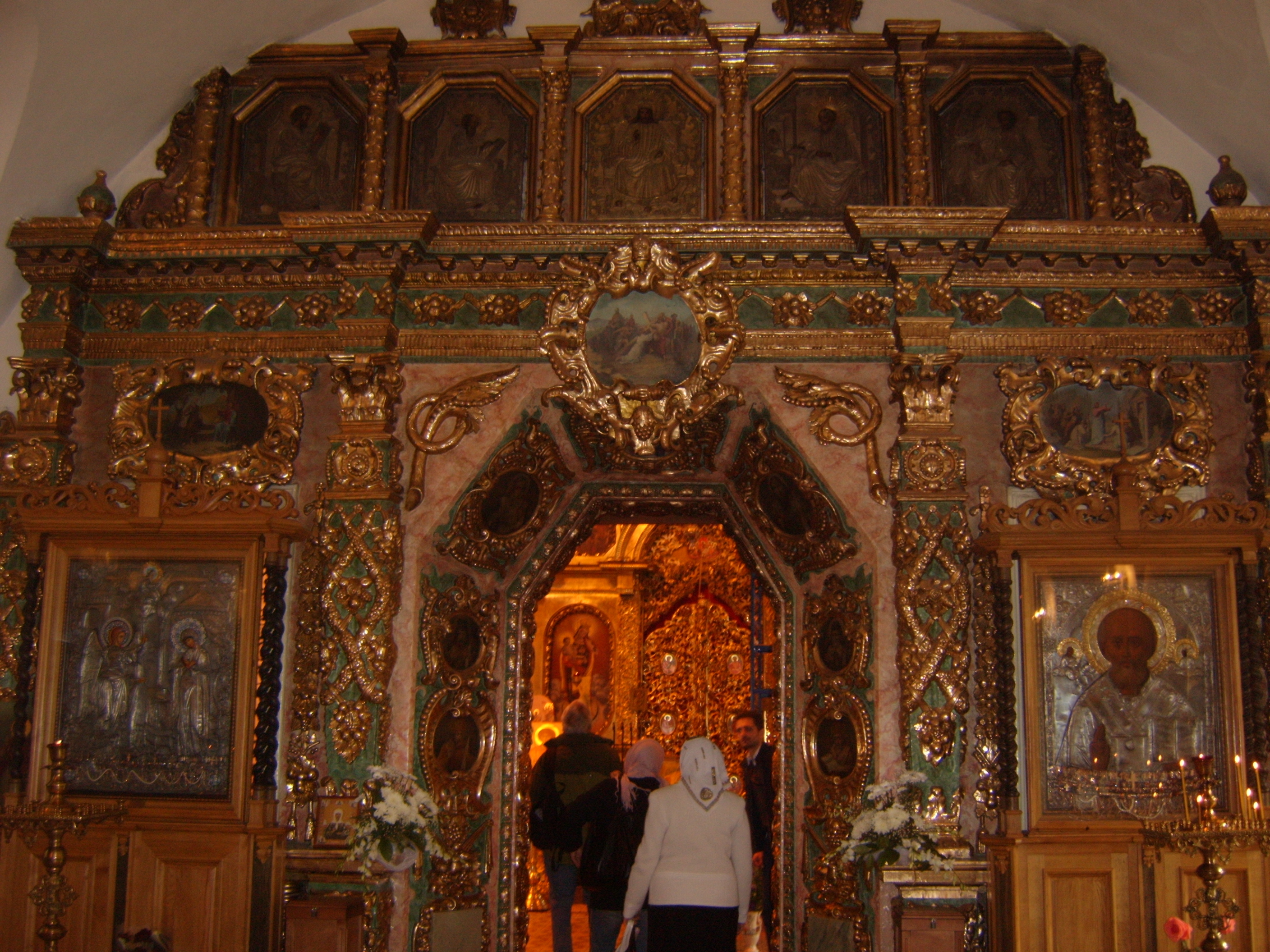
Interior de la iglesia
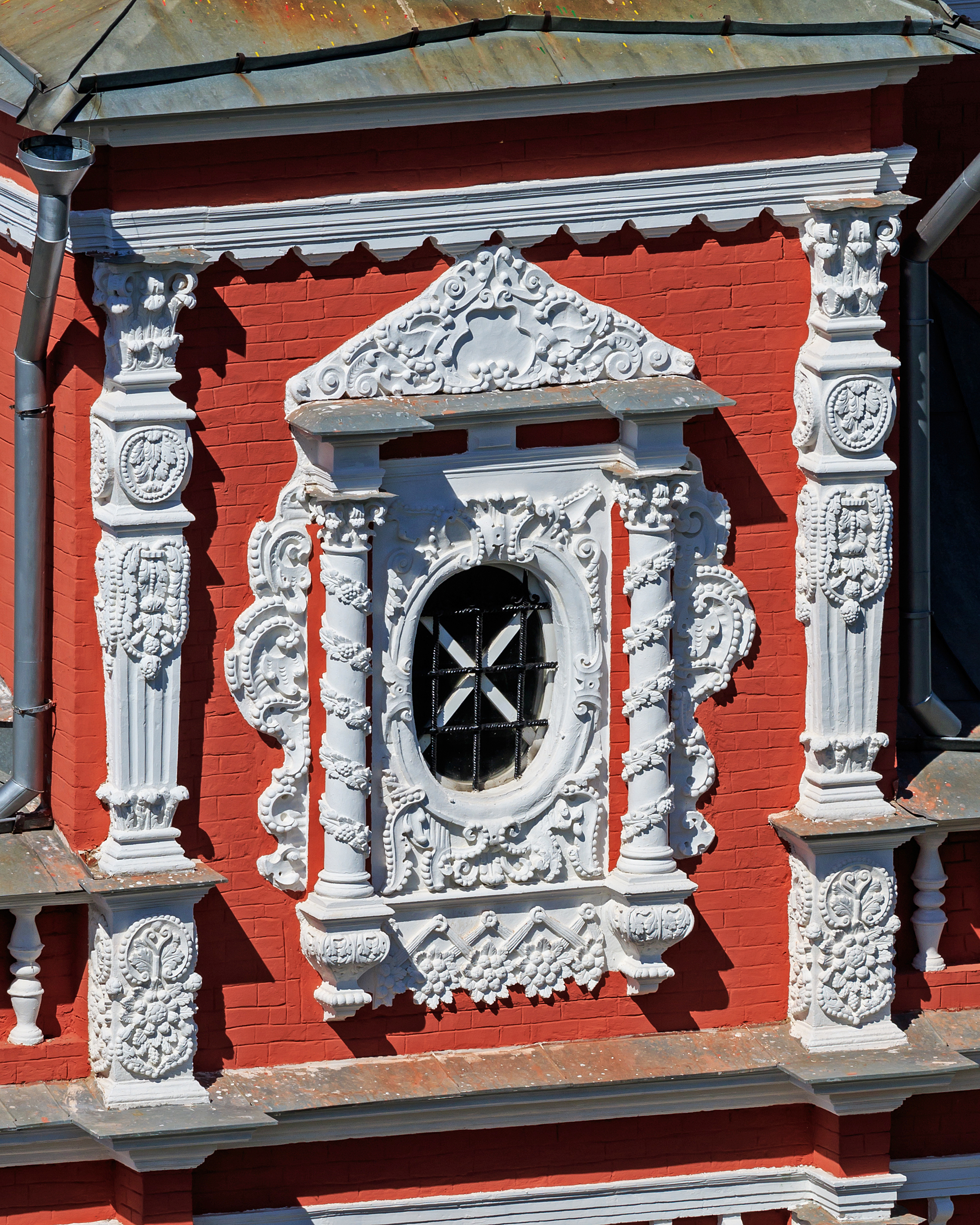
Ventana
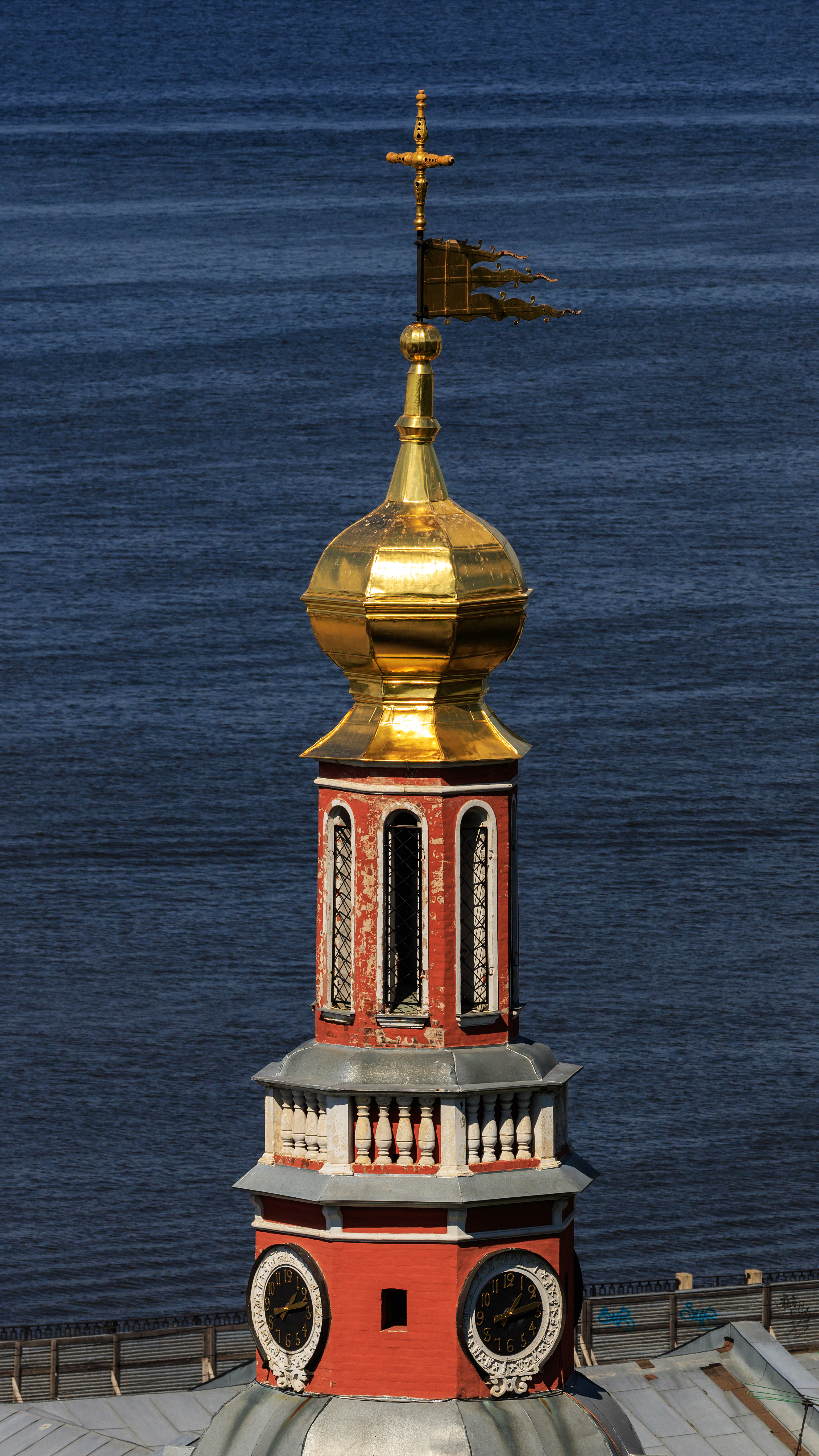
La cúpula del campanario
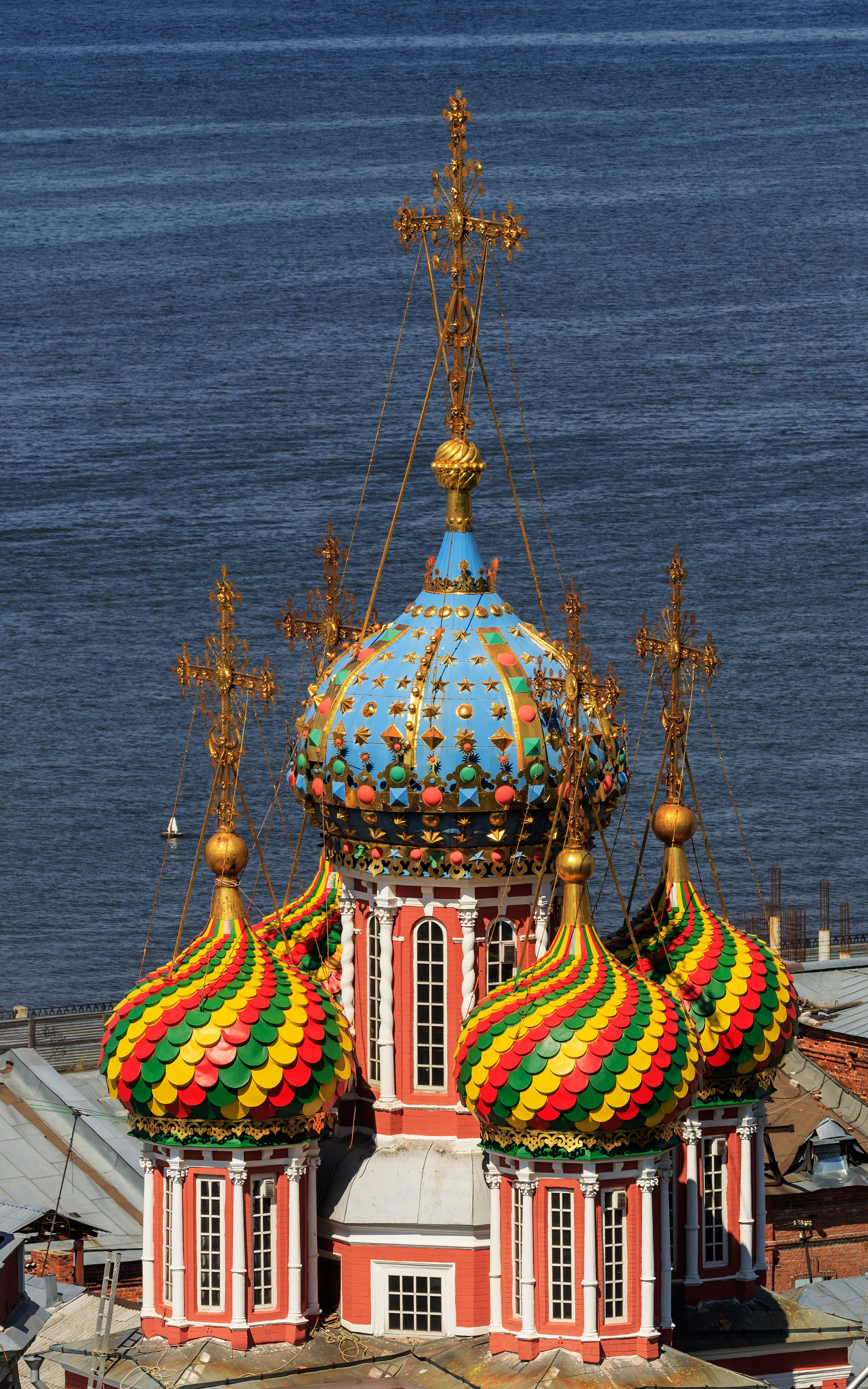
Las cúpulas de la iglesia